# Down Low
Down Low é um grupo de rap formado em Kaiserslautern, Alemanha, em 1995, liderado pelos estadunidenses Joe Thompson e Darren Tucker. O grupo é conhecido por sucessos como "Johnny B." Down Low é considerado como um dos primeiros grupos a trazer a música hip hop num estilo europeu, no meio da década de 1990, juntamente com artistas como C-Block, Nana e A.K. – S.W.I.F.T.